# Augustin-Marie Tardieu
Augustin-Marie Tardieu MEP (* 16. Oktober 1872 in Montrodat, Département Lozère; † 12. Dezember 1942) war ein französischer römisch-katholischer Ordensgeistlicher und Apostolischer Vikar von Quinhon.

## Leben
Augustin-Marie entstammt einer sehr gläubigen, kinderreichen Familie. Im Alter von zwei Jahren starb bei der Geburt seines jüngsten, 15. Geschwisters seine Mutter und er wurde fortan von einer größeren Schwester erzogen. Bei örtlichen Pfarrer lernte er die Grundlagen der lateinischen Sprache, sodass er als 14-jähriger 1886 in das katholische Gymnasium in Marvejols eingeschult werden konnte. Nach seinen Jahren in der Sekundarschule begann er im Oktober 1891 im Priesterseminar in Mende, in dem er sich das Zimmer mit dem späteren Indochina-Missionar und Bischoff Alexandre Chabanon (1873–1936) teilte. Am 12. September 1893 begannen beide am Philosophieseminar in Bièvres. Seinen Militärdienst leistete er in Lyon ab.
Tardieu trat der Ordensgemeinschaft der Pariser Mission bei, nachdem er 1895 Minorit und ein Jahr später Subdiakon geworden war. Am 27. Juni 1897 empfing er das Sakrament der Priesterweihe. Am 4. August verließ er Frankreich als Missionar nach Indochina.
Am 19. Dezember 1929 ernannte ihn Papst Pius XI. zum Titularbischof von Vada und zum Apostolischen Vikar von Quinhon. Der Apostolische Delegat für Indochina, Erzbischof Colomban-Marie Dreyer OFM, spendete ihm am 1. Mai desselben Jahres die Bischofsweihe; Mitkonsekratoren waren der Apostolische Vikar von Bùi Chu, Pedro Muñagorri y Obineta OP, und der Koadjutorvikar von Hanoi, François Chaize MEP.